# DC-8 Airborne Science Laboratory

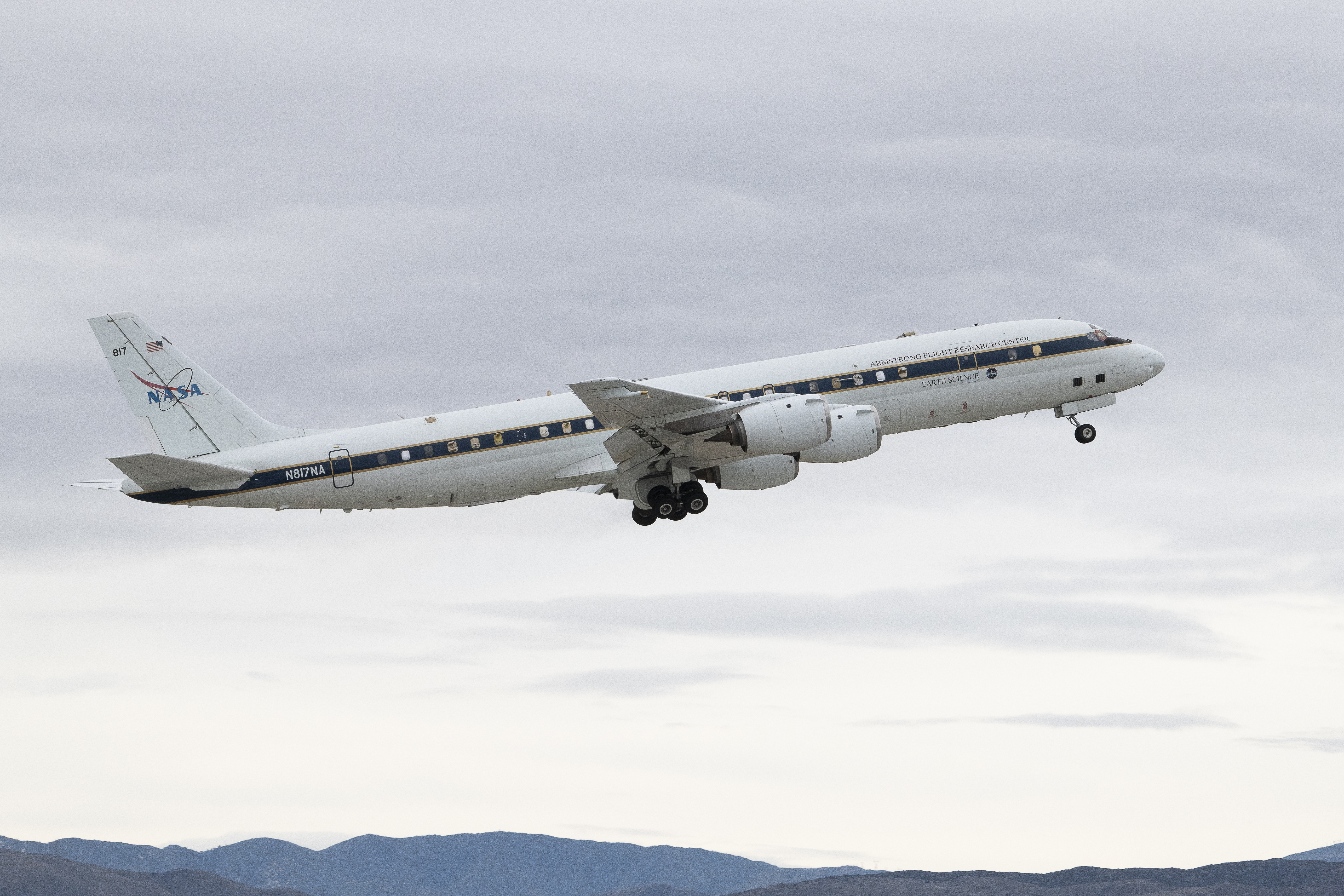
Le DC-8 de la NASA lors d'une des dernières missions en janvier 2024.

Le DC-8 Airborne Science Laboratory, immatriculé N817NA, est un Douglas DC-8 utilisé de 1987 à 2024 par la NASA, plus précisément par le Neil A. Armstrong Flight Research Center, centre d'essai en vol basé dans l'Edwards Air Force Base en Californie. Il a servi à 158 campagnes d'essais en vol, concernant la météorologie, l'observation du sol, la mesure de la pollution atmosphérique, les télécommunications, les radars, etc.

## Origine
L'appareil est le 458e DC-8 produit . C'est un DC-8-62, c'est-à-dire une version allongée. Son acheteur est Alitalia, qui en prend livraison en 1969 et lui donne le nom du compositeur Giacomo Puccini. Son immatriculation italienne est I-DIWK et la compagnie l'utilise pendant une décennie. Il est ensuite revendu à Braniff, compagnie américaine, et réimmatriculé N801BN. Il vole pour Braniff qui l'a retiré du service en mai 1982.

## Modifications pour la NASA
La NASA fait l'acquisition de cet avion en 1985. Il est porté au standard DC-8-72, ce qui implique le remplacement des moteurs d'origine (Pratt & Whitney JT3D) par des CFM International CFM56 plus modernes, moteurs beaucoup moins bruyants et plus économes. La cellule subit des modifications assez importantes, avec l'installation de supports permettant d'installer des instruments, des capteurs ou des antennes à différentes positions : quatre pylônes sous les ailes, des ouvertures sur le dessus et le dessous du fuselage, etc. Sont aussi montés des tubes permettant des prélèvements d'air et des systèmes de largage pour des sondes à chute libre. La cabine est aménagée pour recevoir des appareillages scientifiques de façon modulaire, et l'installation électrique est améliorée,.

## Campagnes scientifiques
Il effectue un total de 158 campagnes scientifiques. Lors d'essais en vol, le DC-8 emporte des instruments destinés à être ensuite montés sur des satellites d'observation. Une autre utilisation récurrente de cet avion est le suivi télémétrique, lors du lancement ou de la rentrée d'engins spatiaux.
À partir de la fin 2023, il participe à des essais sur les émissions polluantes des carburants durables d'aviation, menés avec Boeing et United Airlines. Un 737 Max10 utilise alternativement du kérosène classique et du SAF, et le N817NA vole dans son sillage pour procéder à des prélèvements d'air.

## Retrait
Début 2024, Le N817NA est l'un des deux derniers DC-8 en service, l'autre étant un avion-cargo utilisé par l'organisation caritative évangélique Samaritan's Purse.
Il termine sa dernière mission le 1er avril 2024 puis passe en atelier pour retirer son instrumentation scientifique.
Il est mis à la retraite le 15 mai 2024 après un ultime vol pour être transféré à l'Université d'État de l'Idaho à Pocatello où il sera utilisé pour former les futurs techniciens aéronautiques en offrant une expérience concrète dans le cadre du programme de technologie de maintenance des aéronefs de l'université.
Il remplacé par un Boeing 777-200 anciennement de Japan Airlines qui l'exploite de mai 2003 au 15 décembre 2022. Acquis par la NASA en septembre 2023, il reprend donc le rôle de laboratoire volant en mai 2024 sous l'immatriculation N577NA.

## Images

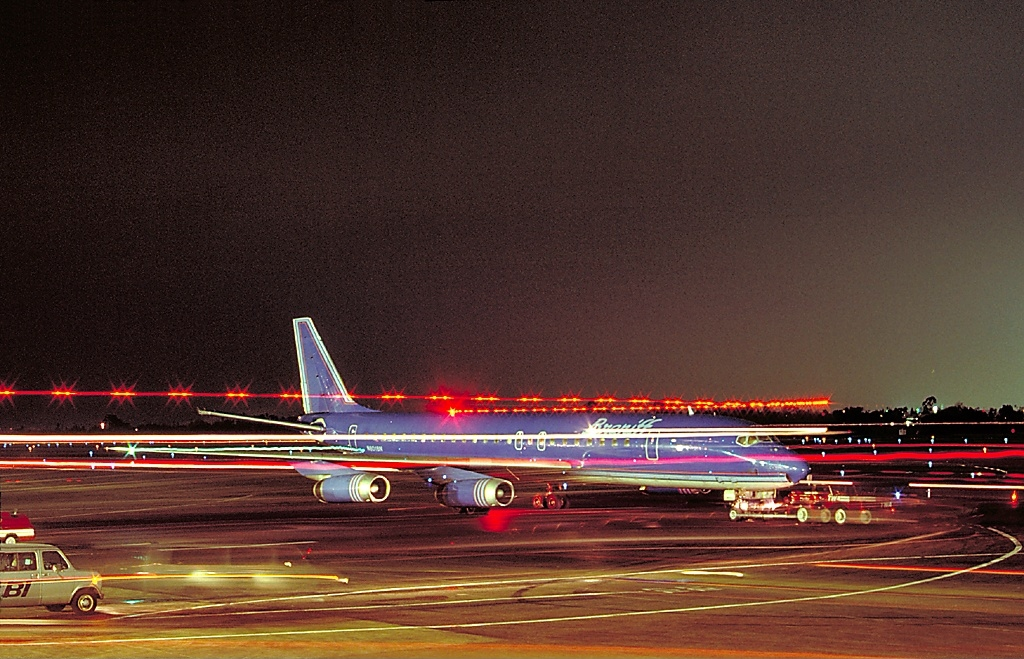
N801BN aux couleurs de Braniff, en 1981.
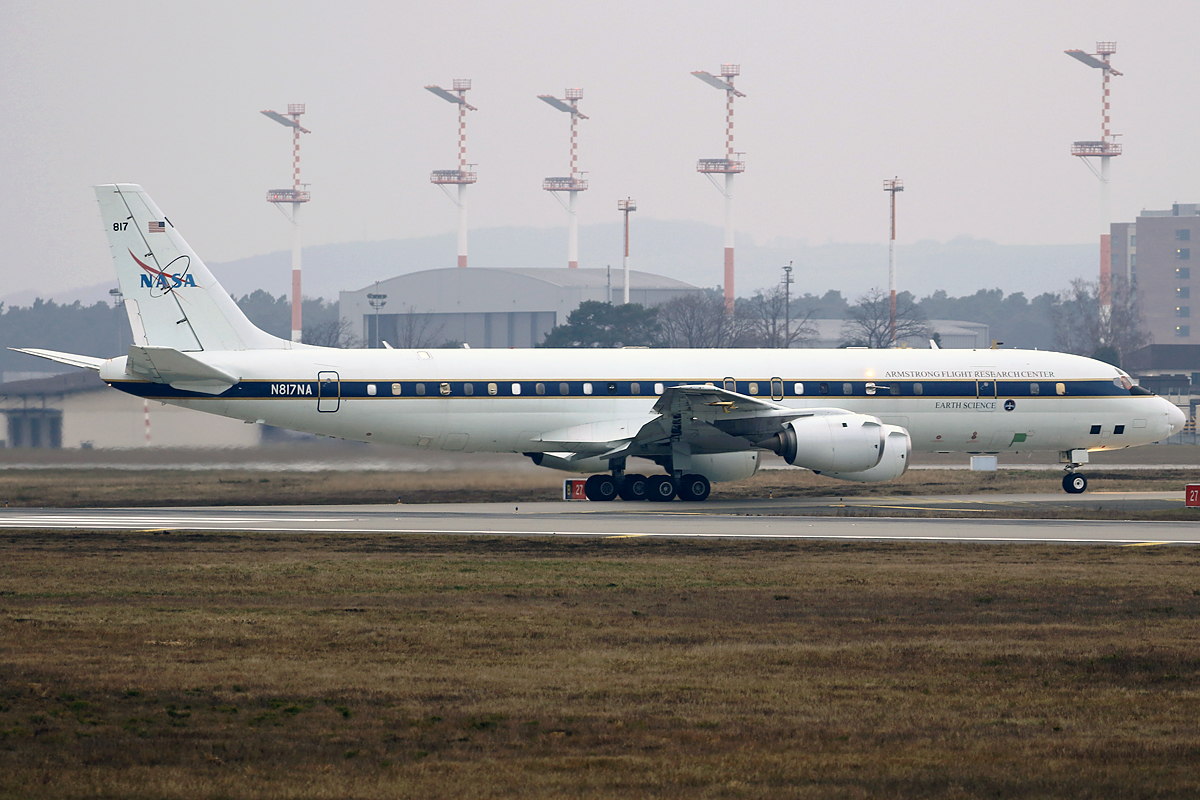
La livrée de l'avion pour la NASA en janvier 2024.
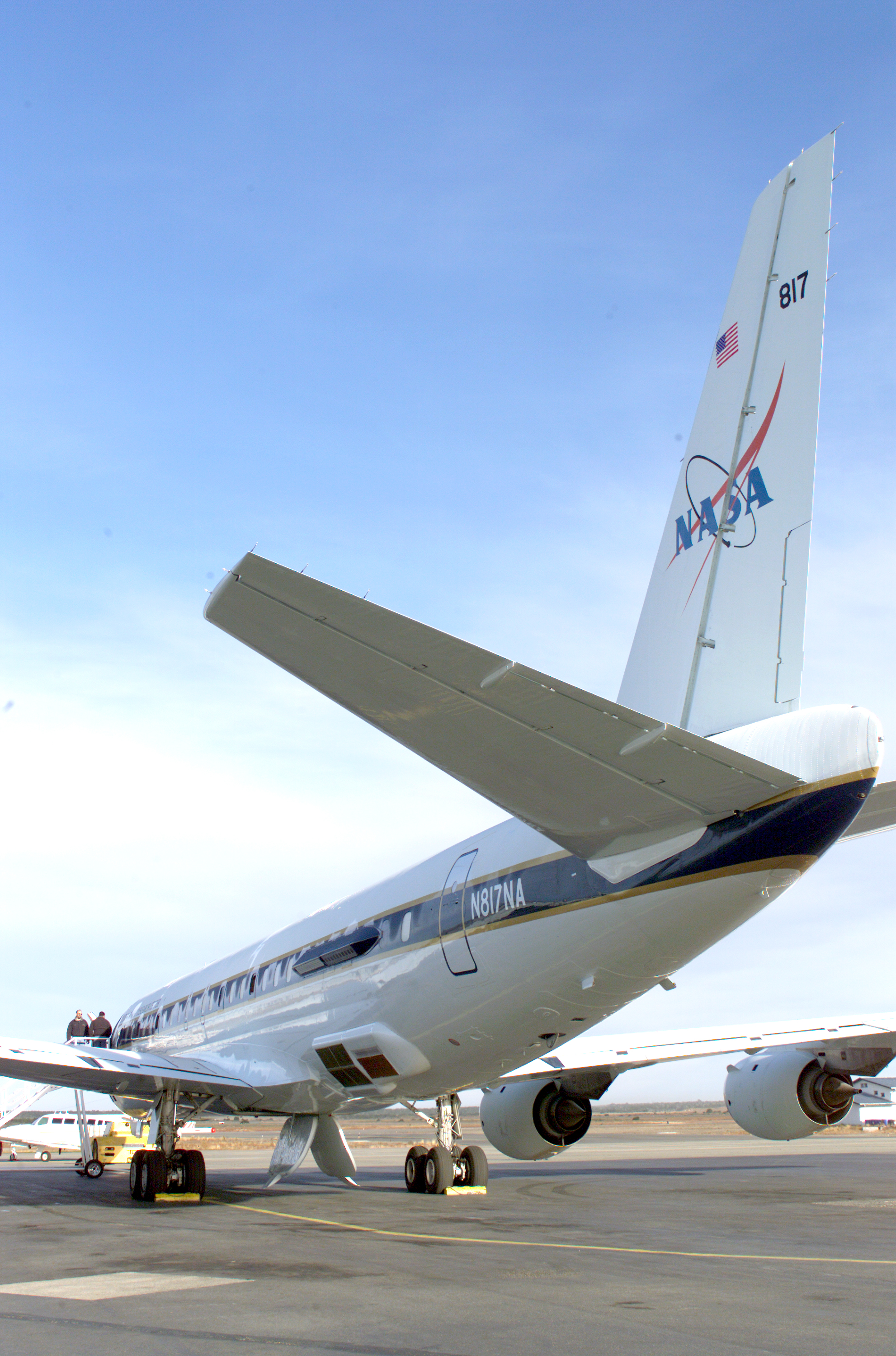
Photo montrant un radar à ouverture synthétique monté sur le fuselage.
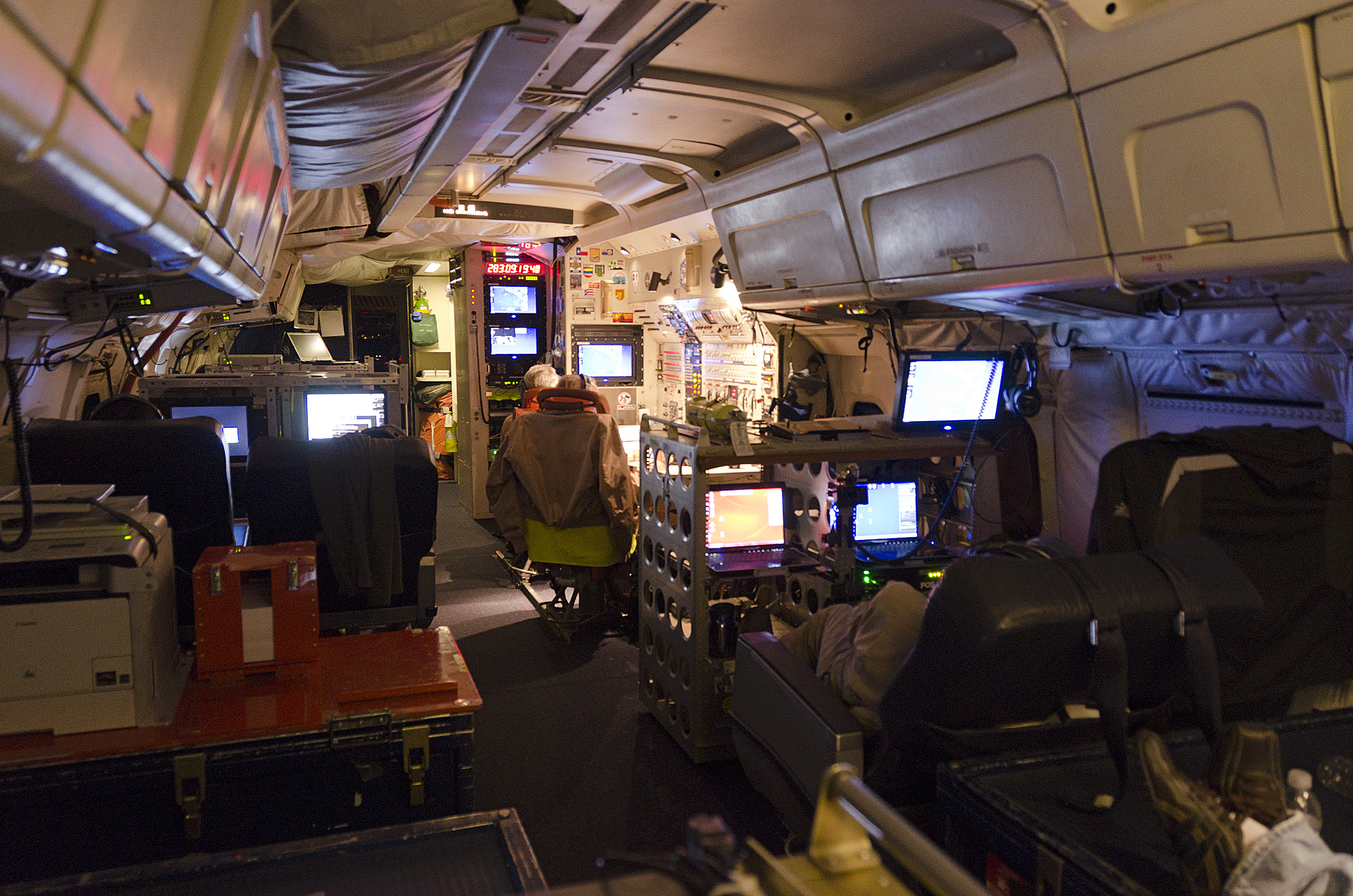
La cabine de l'avion.